# Embodyment
Gli Embodyment sono una christian metal band proveniente dagli Stati Uniti. Fondato nel 1993, inizialmente il gruppo era noto anche come "Supplication". Iniziarono come death metal band producendo secondo questo stile tre demo, che saranno pubblicati insieme nel disco [1993-1996].
Già nel loro primo album del 1998 Embrace the Eternal, si nota un piccolo cambiamento di genere, come il grindcore.
Successivamente poi, nei primi anni del 2000 vengono pubblicato anche The Narrow Scope of Things, Hold Your Breath e Songs for the Living, al seguito del quale il gruppo si scioglie.
Andrew Godwin, Mark Garza e Kris McCaddon hanno poi formato una nuova band, i "The Famine".

## Discografia
- Embrace the Eternal (1998, Solid State)
- [1993-1996] (1999, Independent)
- The Narrow Scope of Things (2000, Solid State)
- Hold Your Breath (2001, Solid State)
- Songs for the Living (2002, XS Records)

### Demo
- Persistent Sin (tape under the band name "SUPPLICATION") - 1993
- Corrosion Of The Flesh - 1994
- Embodyment (3 song demo) - 1996

## Membri
Ultima formazione
- Sean Corbray - voce (1999-2004) (ex-Within)
- Derrick Wadsworth - basso (1999-2000) chitarra ritmica (2000-2002), batteria, percussioni (2002-2004)
- Jason Lindquist - voce (1993-1994), chitarra ritmica (1994-1997, 1999-2000), basso (2000-2004)
- Andrew Godwin - chitarra solista (1993-2004) (ex-The Famine, Pyrithion, Hope Deferred)

Membri originari
- Kris McCaddon - voce (1994–2000) (ex-Society's Finest, ex-The Famine, ex-Demon Hunter)
- Taylor Smith - chitarra ritmica, cori(1993-1994)
- James Lanigan - chitarra ritmica (1997-1999)
- Kevin Donnini - basso, cori (1993-1998)
- Mark Garza - batteria, percussioni (1993-2002) (ex-The Famine)